# Le Fuilet
Le Fuilet ([lə fɥiˈlɛ] ⓘ) ist eine Ortschaft und ehemalige französische Gemeinde mit 1.821 Einwohnern (Stand: 1. Januar 2022) im Département Maine-et-Loire in der Region Pays de la Loire. Sie gehörte zum Arrondissement Cholet. Die Einwohner werden Fuiletais und Fuiletaises genannt.
Der Erlass des Präfekten vom 5. Oktober 2015 legte mit Wirkung zum 15. Dezember 2015 die Eingliederung von Le Fuilet als Commune déléguée zusammen mit den früheren Gemeinden Montrevault, Chaudron-en-Mauges, La Boissière-sur-Èvre, La Chaussaire, La Salle-et-Chapelle-Aubry, Le Fief-Sauvin, Le Puiset-Doré, Saint-Pierre-Montlimart. Saint-Quentin-en-Mauges und Saint-Rémy-en-Mauges zur Commune nouvelle Montrevault-sur-Èvre fest.

## Geografie

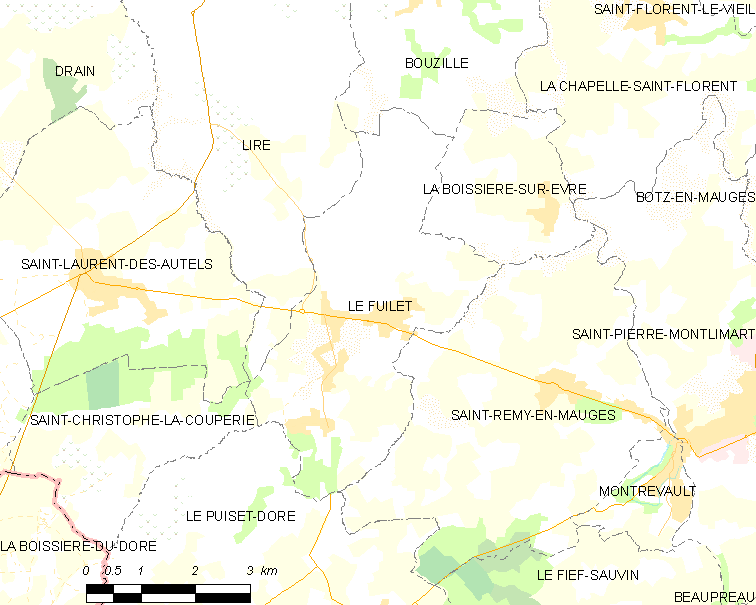
Karte von Le Fuilet

Le Fuilet liegt etwa 48 Kilometer südwestlich von Angers, etwa 31 Kilometer nordwestlich von Cholet und etwa 34 Kilometer ostnordöstlich von Nantes in der Région naturelle der Mauges, Teil der historischen Provinz des Anjou.
Der Ort befindet sich im Einzugsgebiet der Loire und wird entwässert vom zeitweise trockenfallenden Ruisseau de la Salmonnière, vom Flüsschen Trézenne, das ihn im Südosten begrenzt, vom zeitweise trockenfallenden Ruisseau de la Mocraisière sowie von weiteren kleineren Fließgewässern.
Das Ortsgebiet zeigt eine hügelige Landschaft an den südöstlichen Ausläufern des Armorikanischen Massivs mit einer maximalen Erhebung von 107 m. Das Ortszentrum liegt auf etwa 83 m, der niedrigste Punkt wird mit 30 m Höhe im äußersten Osten beim Austritt des Ruisseau de la Salmonnière aus dem Ortsgebiet gemessen.
Umgeben wird Le Fuilet von einer Nachbargemeinde und drei Communes déléguées von Montrevault-sur-Èvre:
| Orée d’Anjou |                                             | La Boissière-sur-Èvre (Montrevault-sur-Èvre) |
|              | Kompassrose, die auf Nachbargemeinden zeigt |                                              |
|              | Le Puiset-Doré (Montrevault-sur-Èvre)       | Saint-Rémy-en-Mauges (Montrevault-sur-Èvre)  |

## Etymologie und Geschichte
Le Fuilet ist der „Buchenwald“. Der Name ist abgeleitet vom lateinischen fagus (deutsch Buche).
Frühere Formen des Ortsnamens waren: Ecclesia de Faïaco (1060), Ecclesia de Faiht (1151), La Terre de Faïl (1186), La parousse du Fail (1292), Le Faillet (1367), Le Filet (Carte de Cassini, 18. Jahrhundert, 1793), Le Fuillet (1801).
Im Jahre 1922 entdeckte man einen ehemaligen Bruch aus dem altsteinzeitlichen Acheuléen mit einem bemerkenswerten Tonvorkommen mit etwa 30 Faustkeilen aus braunem Feuerstein ohne Patina mit Größen zwischen 10 und 25 Zentimetern. Im gleichen Bruch wurden zuvor zwei Absatzbeile gefunden, ebenso im Weiler Le Héron ein Beil aus Kupfer und eine gallische Goldmünze. Die Tonförderung lässt auf eine permanente Besiedelung seit der Urgeschichte vermuten.
Die Pfarrgemeinde existierte seit dem 11. Jahrhundert. Die Kirche gehörte Geoffroi de Jarzé, Seigneur von Champtoceaux, der sie zwischen 1035 und 1050 den Mönchen des Klosters Marmoutier gestiftet hat. Der Prior, der von den Mönchen eingesetzt wurde, übernahm die Seelsorge, den Einzug des Zehnt und übte die Rechte als Vogt aus, die vom Nachfolger von Geoffroi de Jarzé, Geoffroi oder Thibaud Crespin, erteilt wurden. Die Lehnsherren von Champtoceaux blieben Seigneurs der Pfarrgemeinde bis zur Französischen Revolution.
Im 18. Jahrhundert gehörte die Pfarrgemeinde zum Bistum Nantes, Archidiakonat und Dekanat von Clisson, zur Élection, zur Subdelegation und Bailliage von Angers. Während des Aufstands der Vendée, dem Kampf der royalistisch-katholisch gesinnten Landbevölkerung gegen Repräsentanten und Truppen der Ersten Französischen Republik, verließen die mehrheitlich der Republik aufgeschlossenen Bewohner den Ort.

## Bevölkerungsentwicklung
| Le Fuilet: Einwohnerzahlen von 1793 bis 2020                                                                               | Le Fuilet: Einwohnerzahlen von 1793 bis 2020 | Le Fuilet: Einwohnerzahlen von 1793 bis 2020 | Le Fuilet: Einwohnerzahlen von 1793 bis 2020 | Le Fuilet: Einwohnerzahlen von 1793 bis 2020 |
| --- | -------------------------------------------- | -------------------------------------------- | -------------------------------------------- | -------------------------------------------- |
| Jahr |                                              |                                              |                                              | Einwohner                                    |
| 1793 | 1793                                         |                                              | 1.900                                        | 1.900                                        |
| 1800 | 1800                                         |                                              | 1.431                                        | 1.431                                        |
| 1806 | 1806                                         |                                              | 1.593                                        | 1.593                                        |
| 1821 | 1821                                         |                                              | 1.985                                        | 1.985                                        |
| 1831 | 1831                                         |                                              | 1.666                                        | 1.666                                        |
| 1836 | 1836                                         |                                              | 1.631                                        | 1.631                                        |
| 1841 | 1841                                         |                                              | 1.748                                        | 1.748                                        |
| 1846 | 1846                                         |                                              | 1.867                                        | 1.867                                        |
| 1851 | 1851                                         |                                              | 2.010                                        | 2.010                                        |
| 1856 | 1856                                         |                                              | 2.017                                        | 2.017                                        |
| 1861 | 1861                                         |                                              | 1.966                                        | 1.966                                        |
| 1866 | 1866                                         |                                              | 2.026                                        | 2.026                                        |
| 1872 | 1872                                         |                                              | 1.994                                        | 1.994                                        |
| 1876 | 1876                                         |                                              | 2.017                                        | 2.017                                        |
| 1881 | 1881                                         |                                              | 2.049                                        | 2.049                                        |
| 1886 | 1886                                         |                                              | 2.036                                        | 2.036                                        |
| 1891 | 1891                                         |                                              | 1.974                                        | 1.974                                        |
| 1896 | 1896                                         |                                              | 1.919                                        | 1.919                                        |
| 1901 | 1901                                         |                                              | 1.805                                        | 1.805                                        |
| 1906 | 1906                                         |                                              | 1.758                                        | 1.758                                        |
| 1911 | 1911                                         |                                              | 1.654                                        | 1.654                                        |
| 1921 | 1921                                         |                                              | 1.519                                        | 1.519                                        |
| 1926 | 1926                                         |                                              | 1.541                                        | 1.541                                        |
| 1931 | 1931                                         |                                              | 1.476                                        | 1.476                                        |
| 1936 | 1936                                         |                                              | 1.475                                        | 1.475                                        |
| 1946 | 1946                                         |                                              | 1.459                                        | 1.459                                        |
| 1954 | 1954                                         |                                              | 1.455                                        | 1.455                                        |
| 1962 | 1962                                         |                                              | 1.515                                        | 1.515                                        |
| 1968 | 1968                                         |                                              | 1.589                                        | 1.589                                        |
| 1975 | 1975                                         |                                              | 1.652                                        | 1.652                                        |
| 1982 | 1982                                         |                                              | 1.761                                        | 1.761                                        |
| 1990 | 1990                                         |                                              | 1.796                                        | 1.796                                        |
| 1999 | 1999                                         |                                              | 1.809                                        | 1.809                                        |
| 2006 | 2006                                         |                                              | 1.844                                        | 1.844                                        |
| 2013 | 2013                                         |                                              | 1.949                                        | 1.949                                        |
| 2020 | 2020                                         |                                              | 1.870                                        | 1.870                                        |
| Quelle(n): EHESS/Cassini bis 1999, INSEE ab 2006 Anmerkung(en): Ab 1962 offizielle Zahlen ohne Einwohner mit Zweitwohnsitz |                                              |                                              |                                              |                                              |

Der signifikante Bevölkerungsrückgang zwischen 1793 und 1800 ist den Ereignissen des Aufstands der Vendée geschuldet.

## Sehenswürdigkeiten
- Neogotische Kirche Saint-Martin, von 1867 bis 1869 neu errichtet
- Kapelle aus dem Jahre 1947 im Weiler Les Recoins
- Schloss Les Touches, heute Bauernhof
- Haus der Töpfer, Museum
- Windmühlenruinen (ohne Flügel)

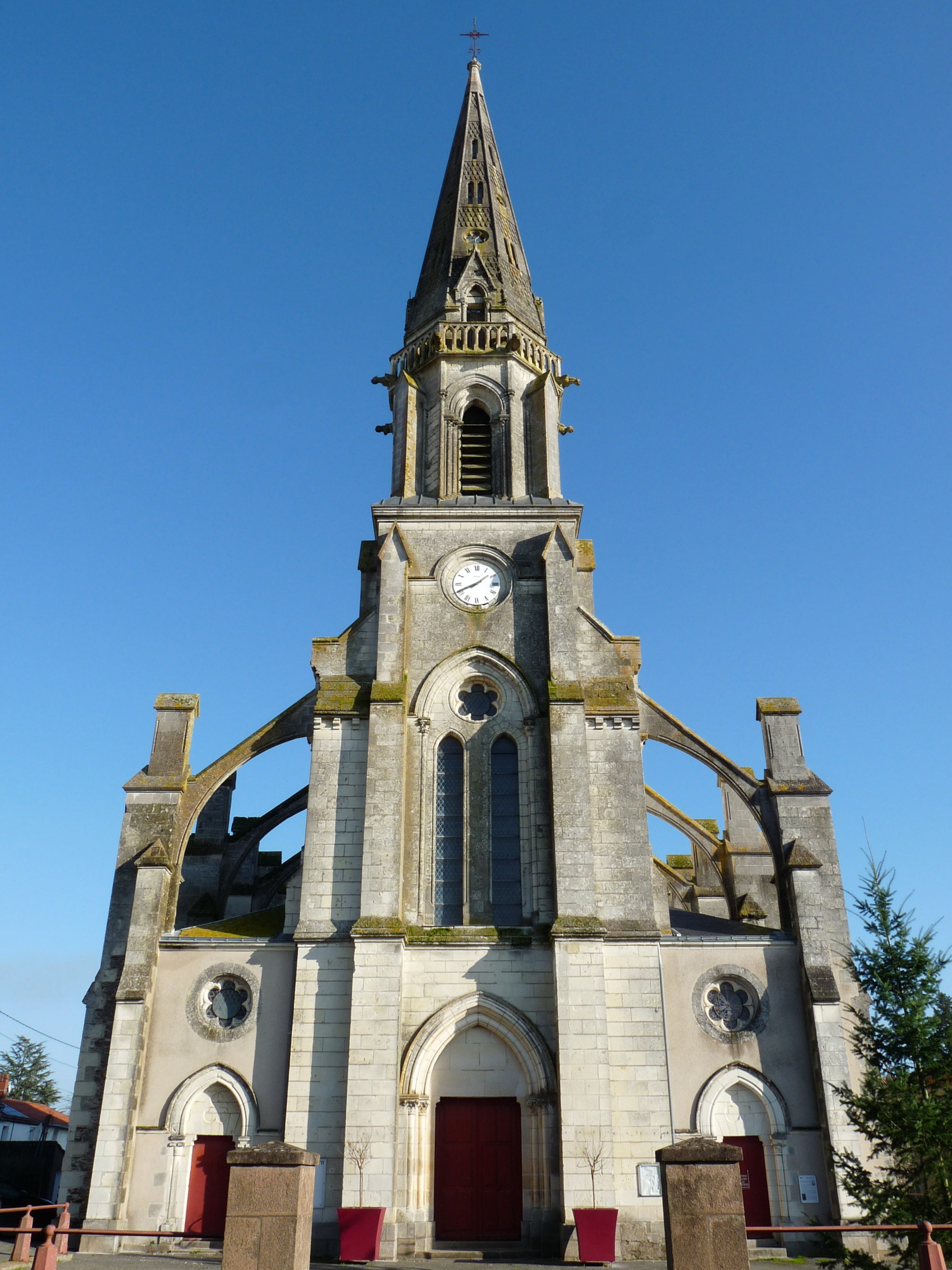
Kirche Saint-Martin - Außenansicht
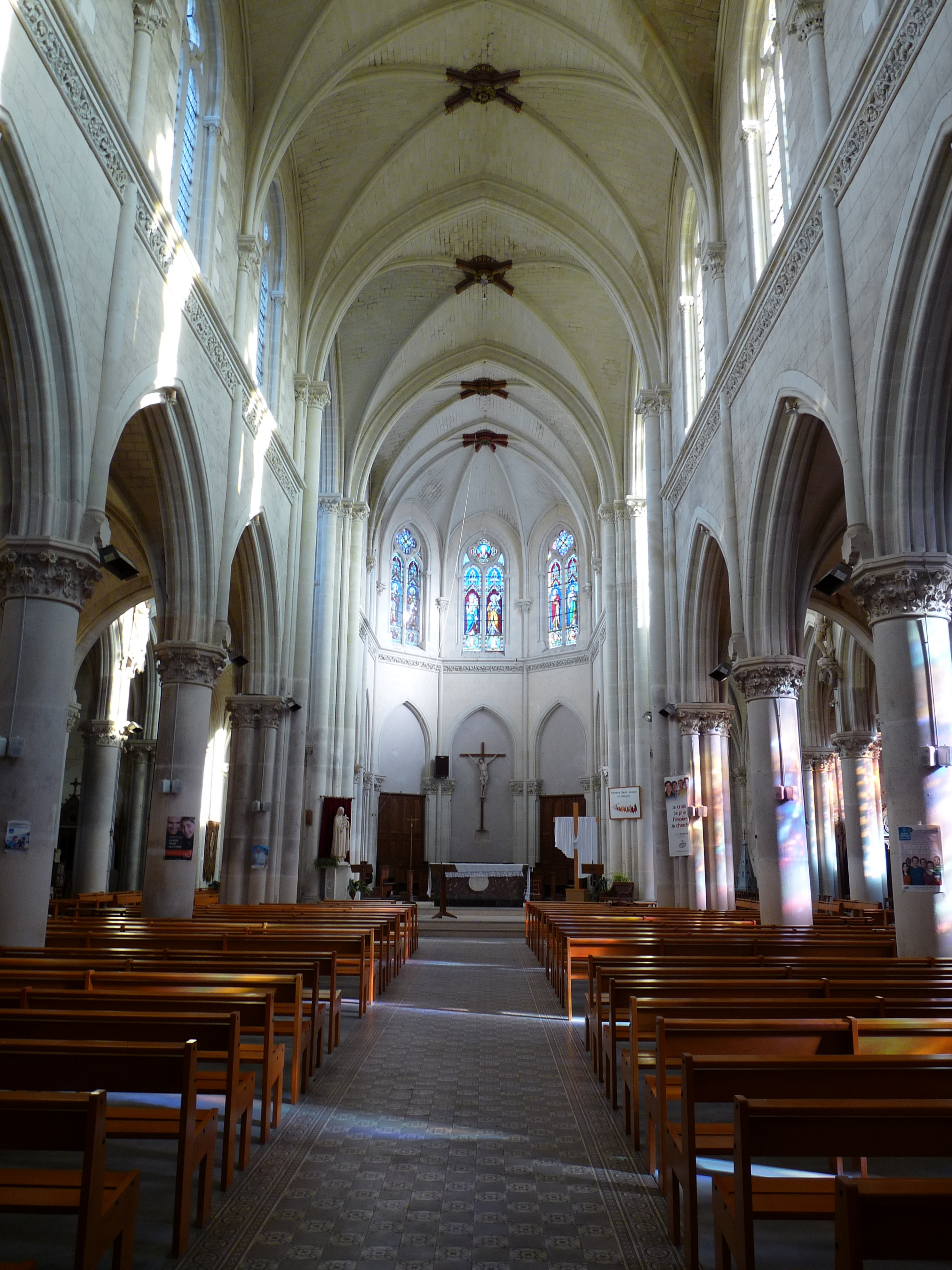
Kirche Saint-Martin - Innenansicht